# HD107655
HD107655 — хімічно пекулярна зоря спектрального класу A1, що має видиму зоряну величину в смузі V приблизно  6,2.
Вона  розташована на відстані близько 327,1 світлових років від Сонця.

## Фізичні характеристики
Зоря HD107655 обертається 
порівняно повільно 
навколо своєї осі. Проєкція її екваторіальної швидкості на промінь зору становить  Vsin(i)= 46км/сек.